# 切季霍爾區
切季霍爾區（俄语：Чеди-Хольский кожуун），圖瓦語音譯「且迪-霍勒」，是俄羅斯圖瓦共和國的一個区，位於該國南部，始建於1993年，面積3,800平方公里，首府为霍武阿克瑟。2010年人口7,685，人口密度每平方公里2.02人。

## 外部連結
- https://web.archive.org/web/20161211183241/http://7holkojuun.ru/